# Deklaracja majowa

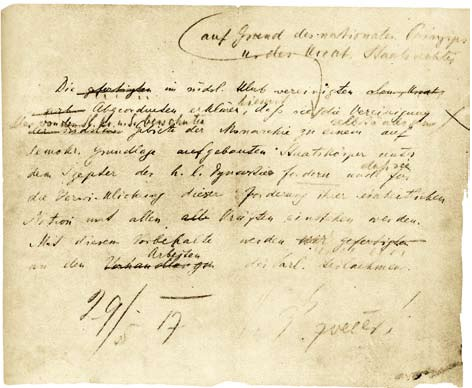
Svibanjska deklaracija

Deklaracja majowa (chorw. Svibanjska deklaracija, słoweń. Majniška deklaracija, serb. Мајска декларација, Majska deklaracija) – deklaracja polityczna polityków słoweńskich, istryjskich i dalmatyńskich z 1917 roku.
Została ogłoszona 30 maja 1917 przez Antona Korošca. Politycy południowosłowiańscy zrzeszeni w Jugoslovenskim klubie austriackiej Rady Państwa zadeklarowali w niej dążenie do zjednoczenia wszystkich ziem południowosłowiańskich Austro-Węgier w jeden habsburski kraj koronny (trializm). Z czasem większość jej sygnatariuszy zaczęła jednak popierać zjednoczenie z Królestwem Serbii.